# راشكو كاتيش
راشكو كاتيش (بالصربية: Рашко Катић) مواليد 8 ديسمبر 1980 في كراغوييفاتس، جمهورية صربيا الاشتراكية، جمهورية يوغوسلافيا الاشتراكية الاتحادية، هو لاعب كرة سلة صربي. بدأ مسيرته الاحترافية في سنة 2002. يلعب مع نادي أوستند لكرة السلة كلاعب وسط. يحمل الرقم 14. حقق المركز الثاني في بطولة كأس العالم لكرة السلة 2014.

## المسيرة الاحترافية
لعب مع نادي ريد ستار لكرة السلة في موسم 2004–2005، ثم لعب مع نادي جامعة إسطنبول التقنية لكرة السلة في سنة 2005، ثم لعب مع تايغرز توبينغن في الدوري الألماني من سنة 2005 إلى 2009، ثم لعب مع نادي بارتيزان لكرة السلة من سنة 2010 إلى 2012، ثم لعب مع باسكت سرقسطة 2002 في الدوري الإسباني في موسم 2014–2015، ثم لعب مع نادي أوستند لكرة السلة في سنة 2015.

## الميداليات
| الميدالية | المسابقة                         |
| --------- | -------------------------------- |
| فضية      | بطولة كأس العالم لكرة السلة 2014 |

## إحصائيات المسيرة

### الدوري الأوروبي
| السنة   | الفريق                   | لعب | بدأ | دقيقة | ميداني% | ثلاثية | حرة  | ارتداد | صنع | استلاب | تصدي | نقطة | أداء |
| ------- | ------------------------ | --- | --- | ----- | ------- | ------ | ---- | ------ | --- | ------ | ---- | ---- | ---- |
| 2010–11 | نادي بارتيزان لكرة السلة | 16  | 9   | 17.0  | .489    | .000   | .742 | 4.2    | .3  | .4     | .3   | 6.9  | 7.1  |
| 2011–12 | نادي بارتيزان لكرة السلة | 7   | 0   | 10.7  | .591    | .000   | .750 | .9     | .1  | .3     | .3   | 5.4  | 3.9  |
| 2013–14 | نادي ريد ستار لكرة السلة | 10  | 1   | 16.7  | .429    | .000   | .647 | 2.7    | .6  | .5     | .2   | 7.6  | 4.6  |
| المسيرة |                          | 33  | 10  | 15.6  | .480    | .000   | .704 | 3.0    | .4  | .4     | .2   | 6.8  | 5.6  |

## روابط خارجية
- راشكو كاتيش على موقع الاتحاد الدولي لكرة السلة (الإنجليزية)
- راشكو كاتيش على موقع الدوري الأوروبي لكرة السلة (الإنجليزية)
- راشكو كاتيش على موقع الدوري الإسباني لكرة السلة (الإسبانية)
- راشكو كاتيش على موقع كرة السلة الأوروبية.كوم (الإنجليزية)
- راشكو كاتيش على موقع ريلجم (الإنجليزية)
- راشكو كاتيش على موقع بروبوليرز (الإنجليزية)
- راشكو كاتيش على موقع سبورتس رفرنس (الإنجليزية)